# Vjekoslav Grabarić
Vjekoslav Grabarić (Varaždin, 18. lipnja 1938. — Zagreb, 10. studenoga 1989.), hrvatski novinar

## Životopis
Rodio se je u Varaždinu. U rodnom je gradu završio gimnaziju. Studirao je psihologiju na Filozofskom fakultetu u Zagrebu i ekonomiju na Ekonomskom fakultetu u Zagrebu. Tijekom studija počeo pisati honorarno. Od 1960. godine honorarni je suradnik Vjesnika. Od 1963. radi u informativno-propagandnom odjelu kao istraživač tiska. U Varaždinu je radio kao novinar od 1965. do 1971. godine. U tom je razdoblju pokrenuo i bio urednikom tvorničkog lista VIS-a Visova vjesnika i Omladine. Prešao u radijsko novinarstvo. U obližnjem Čakovcu bio je glavni urednik Radio Čakovca (1968./69.). Zaposlio se potom u Novinskoj informativnoj ustanovi »Varteks« i Radio-Varaždinu (1971.). Zatim je postao inozemni dopisnik. Od 1971. do 1974. godine bio je u Velikoj Britaniji Vjesnikov stalni dopisnik te Jugoslavenske sekcije BBC-a. 1975. godine vratio se je u Hrvatsku gdje je radio u Vjesnikovoj vanjskopolitičkoj rubrici. 1982. godine je u tjedniku Danasu gdje uređuje vanjskopolitičku rubriku i gdje je bio komentator. Najaktivnije razdoblje novinarskog rada Vjekoslava Grabarića vezano je uz vrijeme boravka u Londonu (dopisnik "Vjesnika" i suradnik BBC-ja 1971. – 1974.), te uređivanje vanjskopolitičke rubrike "Danasa" (1982. – 1989.).
Tijekom uređivačkoga rada u informativno-političkom tjedniku "Danas", Grabarić je u više navrata boravio u afričkim zemljama pa se tijekom godina, izvještavajući s Crnoga kontinenta, etablirao kao stručnjak za Afričke afere. Bio je prvi novinar jedne (tada) socijalističke zemlje koji je u vrijeme apartheida razgovarao s brojnim afričkim državnicima i političkim liderima (Robert Mugabe, Desmond Tutu, Pik Botha, Frederic de Klerk). Osim "crne" Afrike, Grabarić je pratio i zbivanja na ratom zahvaćenim svjetskim područjima iz razdoblja kasnih sedamdesetih i osamdesetih godina (zrael, Palestina, Libanon), kao i događaje na sastancima pokreta Nesvrstanih zemalja (Non-aligned Summits). Izvještavao je i iz Nepala, Pakistana, Afghanistana, Kuwaita, Indije, ali i o događajima vezanim uz Irsku Republikansku Armiju (IRA) i nemirima u Dublinu.
Umro je 1989. Pokopan je u obiteljskoj grobnici na gradskom groblju u Varaždinu.

## Nagrade i priznanja
- Diploma London school of journalism (1975.)
- Zlatno pero DNH (1977. i 1981),[1]
- Dobitnik brojnih drugih novinarskih nagrada i priznanja.